# Мустафаев, Шахин Абдулла оглы
Шахин Абдулла оглы Мустафаев (азерб. Şahin Abdulla oğlu Mustafayev; род. 13 июня 1965, Джуджеван, Ноемберянский район) — азербайджанский политик, министр экономического развития Азербайджана (2008—2019), заместитель премьер-министра Азербайджана (с 22 октября 2019 года). Председатель комиссии по безопасности дорожного движения Кабинета Министров Азербайджана.

## Биография
Родился 13 июня 1965 года в селе Джуджеван Ноемберянского района Армянской ССР. 
В 1989 году окончил Ленинградский финансово-экономический институт имени Вознесенского по специальности «экономист».
В 1990-92 годах занимал должность главного консультанта  на малом предприятии «Спектр» в составе строительного управления Баку. В 1992-99 годах работал в Государственной налоговой инспекции Насиминского района Баку. В 1999—2000 годах возглавлял отдел анализа и прогнозов налоговых поступлений Главной государственной налоговой инспекции.
В 2000-2003 годах являлся главой департамента Министерства по налогам. 
2003-2005 — главный бухгалтер Департамента экономики и регистрации Государственной нефтяной компании Азербайджана (ГНКАР).
С 1 марта 2005 года по 6 сентября 2006 — вице-президент ГНКАР по экономическим вопросам. 
С 6 сентября 2006 — заместитель министра налогов Азербайджана.
31 октября 2008 года назначен министром экономики и промышленности Азербайджана. 22 октября 2019 года  освобождён от занимаемой должности в связи с назначением заместителем премьер-министра Азербайджана. 
9 декабря 2019 года назначен председателем комиссии по безопасности дорожного движения Кабинета Министров Азербайджана. 

## Награды
- Орден «Слава» (12 июня 2020 года) — за особые заслуги в экономическом развитии Азербайджанской Республики[5]
- Орден «За службу Отечеству» I степени (12 июня 2025 года) — за многолетнюю плодотворную деятельность в социально-экономическом развитии Азербайджанской Республики[6]
- Командор со звездой ордена Заслуг (2011 год, Венгрия)[7]

## Галерея

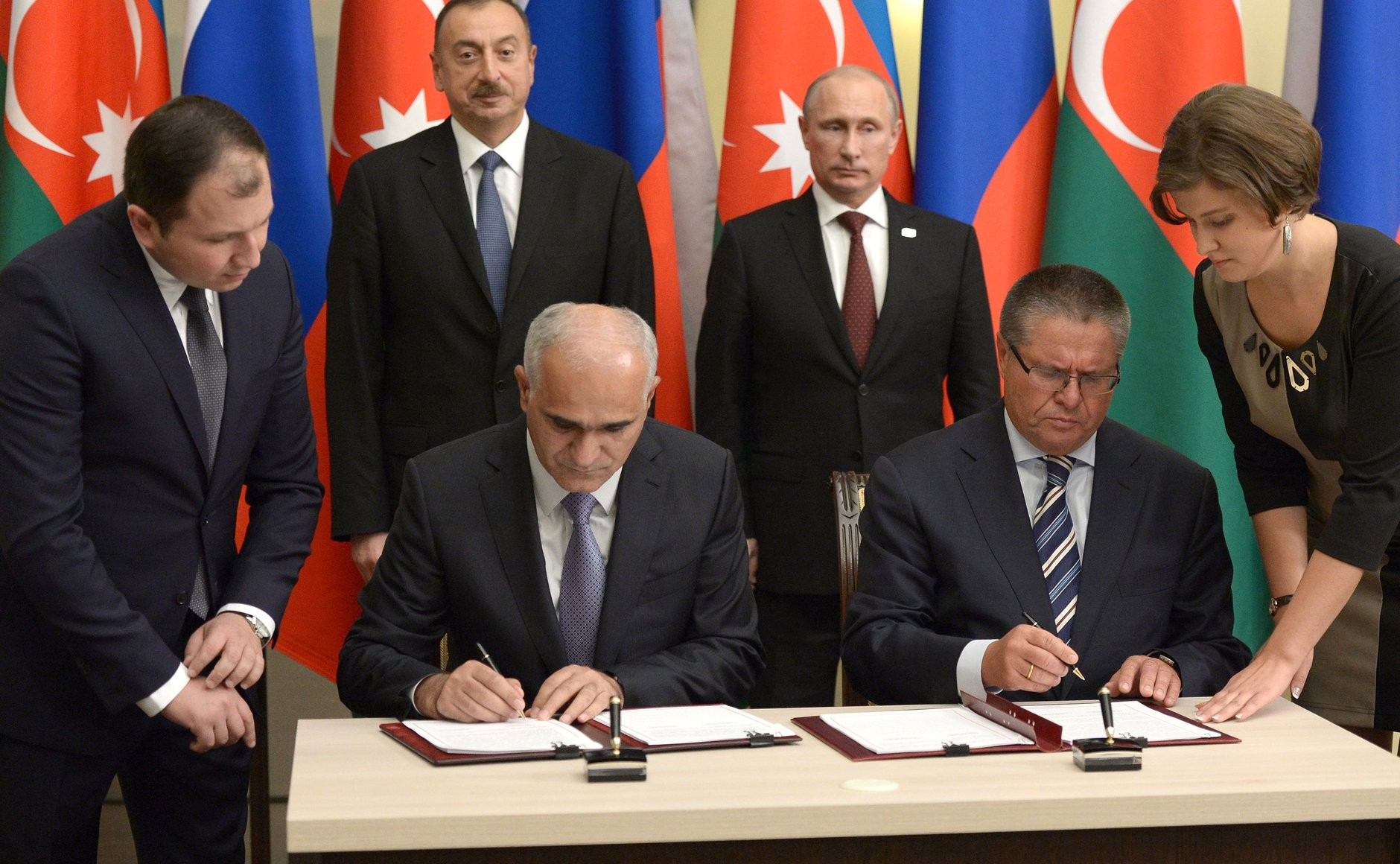
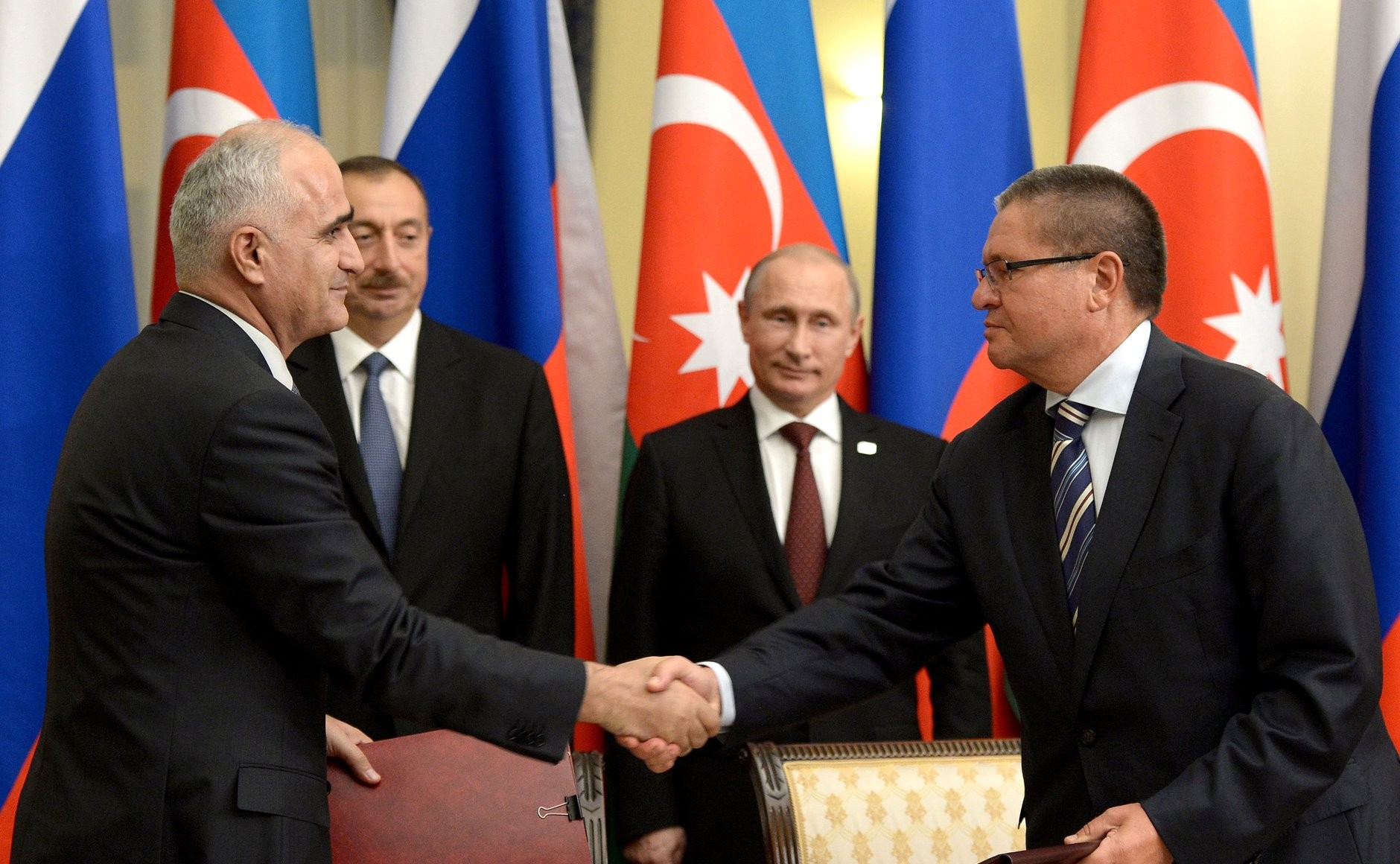